# 2. česká národní hokejová liga 1984/1985
2. česká národní hokejová liga 1984/1985 byla 8. ročníkem jedné ze skupin československé třetí nejvyšší hokejové soutěže, druhou nejvyšší samostatnou v rámci České socialistické republiky.

## Systém soutěže
24 týmů bylo rozděleno do tří osmičlenných regionálních skupin. Ve skupinách se všech 8 klubů utkalo čtyřkolově každý s každým (celkem 28 kol). Vítězové všech tří skupin postoupily do finálové skupiny, ve které se utkaly dvoukolově každý s každým (celkem 4 kola). Vítězný tým postoupil do dalšího ročníku 1. ČNHL.
Týmy na posledních místech každé skupiny sestoupily do krajských přeborů.

## Základní část

### Skupina A
| Poř. | Tým                       | Z  | V  | R | P  | VB  | OB  | B  |
| ---- | ------------------------- | -- | -- | - | -- | --- | --- | -- |
| 1.   | TJ Stadion PS Liberec     | 28 | 20 | 4 | 4  | 148 | 82  | 44 |
| 2.   | TJ VTŽ Chomutov           | 28 | 16 | 4 | 8  | 148 | 99  | 36 |
| 3.   | VTJ Litoměřice            | 28 | 15 | 5 | 8  | 132 | 109 | 35 |
| 4.   | TJ Baník Sokolov          | 28 | 10 | 6 | 12 | 117 | 125 | 26 |
| 5.   | VTJ Mělník                | 28 | 10 | 3 | 15 | 124 | 136 | 23 |
| 6.   | TJ ČKD Slaný              | 28 | 9  | 5 | 14 | 105 | 132 | 23 |
| 7.   | TJ DP I. ČLTK Praha       | 28 | 8  | 3 | 17 | 89  | 134 | 19 |
| 8.   | TJ Slavia PS Karlovy Vary | 28 | 8  | 2 | 18 | 93  | 139 | 1  |

### Skupina B
| Poř. | Tým                    | Z  | V  | R | P  | VB  | OB  | B  |
| ---- | ---------------------- | -- | -- | - | -- | --- | --- | -- |
| 1.   | VTJ Tábor              | 28 | 19 | 3 | 6  | 156 | 89  | 41 |
| 2.   | TJ Jitex Písek         | 28 | 19 | 2 | 7  | 159 | 101 | 40 |
| 3.   | VTJ Příbram            | 28 | 15 | 5 | 8  | 152 | 111 | 35 |
| 4.   | TJ ZVVZ Milevsko       | 28 | 15 | 3 | 10 | 119 | 99  | 33 |
| 5.   | TJ Baník Příbram       | 28 | 11 | 5 | 12 | 99  | 117 | 27 |
| 6.   | TJ Škoda Rokycany      | 28 | 11 | 3 | 14 | 111 | 118 | 25 |
| 7.   | TJ Uhelné sklady Praha | 28 | 5  | 7 | 16 | 83  | 130 | 17 |
| 8.   | TJ Konstruktiva Praha  | 28 | 2  | 2 | 24 | 67  | 181 | 6  |

### Skupina C
| Poř. | Tým                      | Z  | V  | R | P  | VB  | OB  | B  |
| ---- | ------------------------ | -- | -- | - | -- | --- | --- | -- |
| 1.   | TJ Tatra Kopřivnice      | 28 | 17 | 2 | 9  | 141 | 106 | 36 |
| 2.   | TJ TŽ VŘSR Třinec        | 28 | 17 | 1 | 10 | 131 | 111 | 35 |
| 3.   | TJ AZ Havířov            | 28 | 15 | 4 | 9  | 119 | 91  | 34 |
| 4.   | TJ Prostějov             | 28 | 16 | 1 | 11 | 135 | 115 | 33 |
| 5.   | VTJ VVŠ PV Vyškov        | 28 | 11 | 2 | 15 | 88  | 102 | 24 |
| 6.   | TJ Tesla Kolín           | 28 | 10 | 3 | 15 | 99  | 128 | 23 |
| 7.   | TJ Elitex Třebíč         | 28 | 10 | 1 | 17 | 108 | 122 | 21 |
| 8.   | TJ Žďas Žďár nad Sázavou | 28 | 8  | 2 | 18 | 98  | 144 | 18 |

Týmy TJ Slavia PS Karlovy Vary, TJ Konstruktiva Praha a TJ Žďas Žďár nad Sázavou sestoupily do krajských přeborů. Nahradily je kluby, jež uspěly v kvalifikaci TJ Vodní stavby Tábor, VTJ Sušice a TJ Slovan Hodonín (od příští sezony přejmenován na TJ Baník Hodonín) .

## Finále
| Poř. | Tým                   | Z | V | R | P | VB | OB | B |
| ---- | --------------------- | - | - | - | - | -- | -- | - |
| 1.   | TJ Stadion PS Liberec | 4 | 3 | 0 | 1 | 22 | 14 | 6 |
| 2.   | TJ Tatra Kopřivnice   | 4 | 3 | 0 | 1 | 20 | 18 | 6 |
| 3.   | VTJ Tábor             | 4 | 0 | 0 | 4 | 17 | 27 | 0 |

Tým TJ Stadion PS Liberec postoupil do dalšího ročníku 1. ČNHL. Nahradil ho sestupující tým TJ Lokomotiva Meochema Přerov.